# 윤치화
윤치화(尹致和, 1821년 ~ ?)는 조선시대의 문신이다. 자는 경중(景中). 본관은 해평.

## 생애
1855년 식년문과에 병과로 급제, 검열, 정언, 사헌부지평 등 삼사의 요직을 두루 지내고, 1863년 호조좌랑을 거쳐, 1877년 동래부사로 나갔다.
1877년 10월 일본의 전권대신 하나부사 요시사다(花房義貞)가 경성주차(京城駐箚)와 개항장 요청을 받았으나, 정부 지시에 따라 거부하고, 일본 측의 무단상륙과 해변측량을 항의하였다. 1979년 일본군이 훈련을 빙자하여 동래구로 진입하자 격분한 백성들이 돌팔매질을 하였다. 일본은 백성들의 돌팔매질을 핑계로 관아에 들어오려 하였으나, 이를 막다가 일인의 칼에 부상당하였으나, 끝내 수교를 거부하고 일본의 만행을 항의하였다. 문호가 개방되고 수교된 뒤, 일본의 압력으로 파면되었다.